# خدای جنگ (بازی ویدئویی ۲۰۱۸)
خدای جنگ (انگلیسی: God of War) بازی ویدیوئی به سبک اکشن-ماجراجویی است که توسط استودیو سنتا مونیکا توسعه یافته و به‌وسیلهٔ سونی اینتراکتیو انترتینمنت عرضه شده‌است. این نسخه که هشتمین قسمت از مجموعهٔ بازی‌های خدای جنگ است به واسطه به‌کارگیری دوربین روی شانه، گیم‌پلی و سیستم مبارزاتی متفاوت نسبت به نسخه‌های پیشینش بازشروعی برای این مجموعه بحساب می‌آید، اما از لحاظ داستانی همچنان دنباله‌ای بر نسخهٔ خدای جنگ ۳ (۲۰۱۰) است. خدای جنگ در ۲۰ آوریل ۲۰۱۸ برای پلی‌استیشن ۴ عرضه شد، و نسخهٔ مایکروسافت ویندوز نیز در ژانویهٔ ۲۰۲۲ منتشر شد. برخلاف بازی‌های پیشین که مبتنی بر اساطیر یونانی بودند، این قسمت بر اساس اساطیر و افسانه‌های نورس باستان ساخته شده‌است و اغلب رویدادهای آن در اسکاندیناوی باستان در قلمروی میدگارد جریان دارد. برای نخستین بار در این مجموعه دو شخصیت اصلی درون‌داستانی وجود دارد؛ کریتوس، خدای جنگ سابق یونان که همچنان تنها شخصیت قابل بازی است و پسر کوچکش، آترئوس. پس از مرگ همسر دوم کریتوس و مادر آترئوس، این دو شخصیت سفری طولانی را در پیش می‌گیرند تا خواستهٔ مادرشان که گفته خاکسترش را در بلندترین قله از نه قلمرو پخش شود، برآورده کنند. کریتوس گذشتهٔ آشفتهٔ خود را از آترئوس که از ذات خدایی خود بی اطلاع است، پنهان نگه می‌دارد. آن‌ها در طول سفر خود با هیولاها و خدایان دنیای نورس روبه‌رو می‌شوند.
کوری بارلوگ، کارگردان نوآوری بازی، خدای جنگ را بازنگری این فرنچایز توصیف کرده‌است. تغییر عمدهٔ گیم‌پلی این است که کریتوس به‌جای دو تیغه زنجیره‌ای معروف خود، از یک تبر جنگی جادویی استفاده می‌کند. خدای جنگ برخلاف دوربین سینمایی ثابت در قسمت‌های قبلی، از یک دوربین روی شانه با نمای تک صحنه‌ای در بازی بهره می‌برد. این نخستین بازی تریپل ای بود که از دوربین تک صحنه‌ای استفاده کرد. این بازی همچنین شامل عناصر نقش‌آفرینی است و آترئوس در نبردها به کریتوس کمک می‌کند. اکثر تیم سازندهٔ بازی اولیهٔ بر روی خدای جنگ کار کردند و آن را به گونه‌ای طراحی کردند تا قابل دسترسی و دارای زمینه باشد. بازی کوتاه جداگانهٔ مبتنی بر متن با عنوان ندایی از وحشی‌ها در فوریه ۲۰۱۸ منتشر شد که اولین ماجراجویی خود آترئوس را روایت می‌کند.
خدای جنگ به دلیل داستان، طراحی جهان، طراحی هنری، موسیقی، گرافیک، سیستم نبرد و شخصیت‌هایش، به ویژه پویایی بین کریتوس و آترئوس، مورد تحسین همگانی قرار گرفت. بسیاری از منتقدان عقیده داشتند که این بازی بدون از دست دادن هویت اصلی نسخه‌های پیشین خود با موفقیت دوباره احیا شده‌است. این بازی امتیازهای عالی از نقد و بررسی‌ها دریافت کرد و با امتیاز خدای جنگ اصلی (۲۰۰۵) به‌عنوان بالاترین امتیاز در این مجموعه برابری کرد. این بازی بر پایه بازبینی جمعی وبگاه متاکریتیک، یکی از بالاترین امتیاز بازی‌های پلی استیشن ۴ را دارد. خدای جنگ در میان جایزه‌ها و نامزدی‌هایی که کسب کرد، از سوی رسانه‌های متعدد و مراسم جوایز به عنوان بازی سال انتخاب شد. این بازی از نظر تجاری عملکرد خوبی داشت و طی یک ماه از انتشار، بیش از پنج میلیون نسخه و تا نوامبر ۲۰۲۲ حدود ۲۳ میلیون نسخه فروش داشت که به یکی از پرفروش‌ترین بازی‌های ویدئویی پلی استیشن ۴ و پرفروش‌ترین بازی در این مجموعه تبدیل شده‌است. یک داستان‌سرایی جدید از بازی در اوت ۲۰۱۸ منتشر شد و پس از آن مجموعه کمیک پیش‌درآمد از نوامبر ۲۰۱۸ تا ژوئن ۲۰۲۱ به چاپ رسید. دنباله‌ای با عنوان خدای جنگ: رگناروک در سال ۲۰۲۲ برای پلی‌استیشن ۴ و پلی‌استیشن ۵ عرضه شد. مجموعهٔ تلویزیونی لایو اکشن از بازی برای آمازون پرایم ویدئو در دست توسعه است.

## روند بازی
روند بازی در خدای جنگ بسیار متفاوت و تا اندازه زیادی از نسخه‌های پیشین فاصله گرفته‌است، به گونه‌ای که از ابتدا بازسازی شده‌است. برای مثال خود کریتوس که ظاهری متفاوت و پیرتر از قبل داشته و از نظر رفتاری از شخصیت جسور و خشنی که داشت تا حدودی فاصله گرفته و آرام‌تر به نظر می‌رسد. با وجود اندک شباهت‌های ظاهری که به نسخه‌های پیشین دارد، حتی در سلاح‌های او دو تیغ آشوب که در تمامی نسخه‌های قبل اسلحه‌های اصلی او بودند نیز دیده نمی‌شود به جای آن یک تبرزین جادویی و قدرتمند جای آن را گرفته‌است. یا داشتن پسری که به نظر می‌رسد باعث این تغییر رفتار و منطقی تر شدن کریتوس خصوصاً نسبت به هر چیزی که مقابل او قرار گیرد، شده‌است. با وجود اینکه قسمت پیشین تحت عنوان معراج (۲۰۱۳) حالت چندنفره را در این مجموعه معرفی نمود، این نسخه تنها دارای حالت تک‌نفره است. از ویژگی‌های جدید در این بازی می‌توان به دوربین آزاد با دید سوم شخص در بالا شانه اشاره کرد که خاصیت یک دوربین سینمایی ثابت سوم شخص را دارد و با نسخه‌های پیشین تفاوت دارد (به استثنای نسخهٔ دوبعدی خیانت در سال ۲۰۰۷). از جنبه سینمایی، بازی به صورت نمای مستمر و بدون هیچ کاتی در دوربین ارائه شده‌است. دشمنان موجود در بازی ریشه در اساطیر اسکاندیناوی دارند و شامل ترول‌ها، اوگر، دروگرها و همچنین مخلوقات از گور برخاسته‌ای که توسط جادوی سِیدر منحرف شده‌اند می‌باشد.
کریتوس از یک تبرزین جادویی به نام تبر لویاتان استفاده می‌کند که قادر است با عناصر مختلف جادوهای مختلف ترکیب شده و به سمت دشمنان پرتاب شود. به‌طور مثال تبر می‌تواند با یخ ترکیب شود و کریتوس قادر است آن را به طرف دشمنان پرتاب کند و به شکلی جادویی آن را به سوی دستش بازگرداند (درست شبیه به میولنیر، چکش ثور). همچنین کریتوس می‌تواند تبر خود را شارژ کرده و با انفجاری از انرژی به دشمنان اطرافش آسیب بزند. در بازی، تبر دارای حملات سبک و سنگین است؛ حملات سنگین به کریتوس اجازه می‌دهد تا دشمنانش را به هوا پرتاب کند. دشمنان بزرگتر مانند اُوگر دارای نقاط حساسی هستند که با برخورد تبر، گیج می‌شوند. با پرتاب تبر به سمت برخی از وسایل اطراف، آن‌ها منفجر می‌شوند و به دشمنان نزدیک محل انفجار آسیب وارد می‌شود. تبر لویاتان را می‌توان با چسباندن سنگ خط رونی ارتقا داد. یک سنگ برای حملات سنگین و دیگری برای حملات سبک. این ویژگی به بازیکنان امکان می‌دهد تا سبک بازی مورد علاقهٔ خودشان را ایجاد کنند. سلاح دیگری که کریتوس از آن استفاده می‌کند، سپر است. زمانی که کریتوس از آن استفاده نمی‌کند، سپر را روی ساعد چپش به عنوان زره قرار می‌دهد. هنگام مبارزه از سپر می‌توان هم برای حمله و هم برای دفاع استفاده کرد.
بازی دارای جهانی نیمه باز بوده و بازیکن می‌تواند به محیط‌های قبلی سر بزند و رازهای مخفی را کشف کند و با باسفایت‌های اختیاری مبارزه کند. حالت رویداد فوری نسبت به نسخه‌های پیشین دستخوش تغییر قرار گرفته‌است. بالای سر دشمنان دو نوار وجود دارد، یکی میزان سلامتی و دیگری درجه گیج شدن را نشان می‌دهد. پر کردن نوار گیجی به شکست دادن راحت‌تر دشمنان قوی کمک می‌کند. با پر شدن نوار و بسته به نوع دشمن، کریتوس کارهای مختلفی مانند نصف کردن یا پرت کردن انجام می‌دهد. قابلیت شنا کردن از بازی حذف شده‌است و بازیکنان در صورت نیاز از قایق برای عبور از آب استفاده می‌کنند.
در بعضی قسمت‌ها این بازی مانند بازی‌های نقش‌آفرینی عمل می‌کند. برای مثال قابلیت ارتقاء دانش تیراندازی یا خشم زمان دار. نوار این خشم مانند بازی‌های قبلی این مجموعه، حین مبارزه پر می‌شود و کریتوس با استفاده از آن می‌تواند با دستان خالی مبارزه کرده و آسیب زیادی به دشمنانش وارد کند. همچنین منابعی وجود دارد که بازیکن می‌تواند آن‌ها را پیدا کند. این منابع به بازیکن اجازه می‌دهد تا زره جدیدی بسازد یا زره فعلی خود را ارتقاء بخشد. در طول بازی، بازیکن صندوق‌هایی پیدا می‌کند که در آن اشیاء به نام هک‌سیلور (hacksilver) است. هک سیلورها نقشی اساسی در ساختن ابزار و وسایل جدید دارند. ساختن ابزار به تجربه نیز(xp) نیاز دارد.
با این‌که بازیکن همیشه کریتوس را کنترل می‌کند اما گاهی می‌تواند آتریوس، پسر کریتوس را نیز کنترل کند. در این زمان، یک دکمه به آتریوس اختصاص داده می‌شود و بازیکن می‌تواند با فشردن آن دکمه، باعث شود تا آتریوس کار خاصی انجام دهد. برای مثال اگر بازیکن به کمک نیاز داشته باشد، می‌تواند وسط صفحه را روی دشمن تنظیم کرده و به آترئوس دستور دهد تا به دشمن شلیک کند یا اینکه روی سر دشمن بپرد و او را برای لحظاتی گیج کند.تیرهای آتریوس در ابتدا تأثیر کمی روی سلامتی دشمن دارند اما در ادامهٔ روند بازی و با ارتقاء کمان اتریوس می‌توان آسیب ضربات را افزایش داد همچنین تیرها باعث می‌شوند نوار گیجی دشمن به سرعت پر شود.
در طول بازی آتریوس در حل پازل‌ها، مسافرت، مبارزه و… کمک می‌کند. زمانی هم که بازیکن با تعداد زیادی از دشمنان روبه‌رو می‌شود، آتریوس به صورت مستقل باعث حواس‌پرتی دشمنان ضعیف‌تر می‌شود تا بازیکن با دشمنان قوی‌تر بجنگد. اگر تعداد زیادی از دشمنان با آتریوس درگیر شوند، او روی زمین می‌افتد و دیگر تا آخر مبارزه درگیر نمی‌شود. آتریوس نیز مانند کریتوس در طول بازی سلاح و زره و توانایی‌های جدید از جمله تیرهای رعد و برق به دست می‌آورد.

## پیش زمینه

### زمینه
در حالی که هفت بازی قبلی کم و بیش بر اساس اساطیر یونانی بود اما این بازی در اساطیر اسکاندیناوی ادامه می‌یابد. اتفاقات این بازی قبل از زمان وایکینگ‌ها رخ می‌دهد. شش قلمرو از ۹ جهان اساطیر اسکاندیناوی قابل دسترسی است. بیشتر زمان بازی در سرزمین میدگارد می‌گذرد. جایی که انسان‌ها زندگی می‌کنند و همان قلمرویی است که دنیای یونان وجود داشته بود. دیگر قلمروها عبارتند از الف‌هایم: قلمرو اِلف‌های نور و تاریکی، هل‌هایم: قلمرو مردگان، یوتون‌هایم: سرزمین غول‌ها. قلمروهای دیگر که به صورت اختیاری می‌توان وارد آن‌ها شد عبارتند از نیفل‌هایم: قلمرو مه و موسپل‌هایم: قلمرو آتش. دسترسی به سه قلمرو دیگر آسگارد: قلمرو خدایان آسیر، واناهایم: قلمرو ایزدان ونیر، و سوارت‌آلفهایم: قلمرو دورف‌ها توسط اودین، حاکم آسگارد بسته شده‌است. در وسط تمام قلمروها درخت افسانه‌ای ایگدراسیل وجود دارد که قلمروها را به هم متصل می‌کند. با اینکه هر قلمرو جهانی متفاوت است اما همه آن‌ها به‌طور همزمان در یک مکان وجود دارند. سفر بین قلمروها از طرق بیفروست و یکی از ریشه‌های ایگدراسیل صورت می‌گیرد. بیفروست را تیر، یک خدای جنگ صلح دوست ساخت و به قلمروهای دیگر سفر کرد و افسانه‌های آن‌ها را آموخت. اودین، تیر را کشت چراکه باور داشت تیر با همدستی با غول‌ها می‌خواهد او را از مقامش کنار بزند.

### شخصیت‌ها
قهرمان‌های اصلی بازی کریتوس (صداپیشگی توسط کریستوفر جاج) و پسر کوچکش آتریوس (سانی سالجیک) هستند. کریتوس، فرزند زئوس، یک مبارز است که به خدای جنگ یونان تبدیل شد. پس از این که به میدگارد (سرزمین انسان‌ها) آمد، با همسر دومش که اکنون مرده‌است (لافی Laufey) آشنا شد که البته او را فای (Faye) صدا می‌کرد. او و فای فرزندی به نام آرتریوس دارند که نه از گذشتهٔ کریتوس خبر داشت و نه می‌دانست خدا است. با این حال این توانایی را دارد که افکار دیگران را بخواند. هماورد اصلی بازی، ایزد آسیر، بالدر (جرمی دیویس)، برادر ثور است. فرزندان ثور، مودی (Modi) و مگنی (Magni) (نولان نورث و تروی بیکر) به بالدر کمک می‌کنند. پدر بالدر، اودین و مادرش خدای ونیر، فریا (دانیل بیسوتی) است. اودین، فریا را به میدگارد تبعید کرده‌است که فریا در آن جا به جادوگر جنگل معروف شد. او برای محافظت از پسرش بالدر، او را جاودانه کرد که باعث شد نه درد و نه خوشحالی را احساس کند و همین به تنفر بالدر از فریا انجامید. شخصیت‌های دیگری هم وجود دارند شامل: میمیر (آلستر دانکن) که ادعا می‌کند باهوش‌ترین انسان زندهٔ جهان است. بروک (Brok) و سیندری (Sindri) (راجر کری هد و آدام جی. هرینگتون) دو برادر دورف که در نقاط مختلفی از جهان حضور دارند و برای کریتوس و آرتریوس سلاح‌ها جدید می‌سازند. این دو برادر بودند که تبر لویاتان کریتوس را ساختند و آن را به فای دادند.
.
.
.
همچنین روح ایزد بانوی آتنا در بازی در دو صحنه وجود دارد و کریتوس را هیولا و تغیر ناپذیر توصیف می‌کند و به او می‌گوید ک طبیعت تو عوض شدنی نیست. از دیگر شخصیت‌هایی ک در نسخه‌های قبلی وجود داشتند و در این نسخه وجود دارند زئوس می‌باشد ک در جهان مردگان کریتوس با او دیدار می‌کند.

## داستان
سال‌ها پس از به قتل رساندن خدایان الیمپوس، کریتوس هم‌اکنون با پسرش آترئوس که اغلب با او رفتاری تند همراه با پرخاش منفعل دارد، در اسکاندیناوی باستان در قلمرو میدگارد زندگی می‌کند. کریتوس پس از سوزاندن جسد همسرش فِی و بعد از آموزش مهارت‌های شکار و بقا به آترئوس، با غریبه ای با قدرت خدایی و جسمی آسیب‌ناپذیر روبرو می‌شود. این‌دو با یکدیگر وارد نبرد می‌شوند و کریتوس به‌ظاهر او را می‌کشد. پس از آن کریتوس و آترئوس سفر خود را برای تحقق آخرین خواسته فی یعنی پخش کردن خاکستر او را در بلندترین قله در نه قلمرو، آغاز می‌کنند.
آن‌ها با رسیدن به دریاچه نهم، با آخرین غول باقی‌مانده به نام یورمونگاند روبرو می‌شوند. کمی بعد نیز با ساحره مهربان جنگل مواجه می‌شوند که هویت خدایی کریتوس را تشخیص می‌دهد. هنگامی که در ادامه راه، مه سیاهی سد راهشان می‌شود، جادوگر جنگل سر می‌رسد و آن‌ها را راهنمایی می‌کند تا از بیفروست برای سفر به آلفهایم استفاده کنند و از نور جادویی آلفهایم برای زدودن مه بهره ببرند. بدین ترتیب آن‌ها به قله میدگارد می‌رسند و مکالمهٔ غریبه مرموز (که مشخص می‌شود بالدر است) همراه با برادرزاده‌هایش مگنی و مودی (فرزندان ثور) با میمیر اسیر را می‌شنوند. سپس کریتوس و آترئوس با میمیر روبرو می‌شوند که به آن‌ها می‌گوید بلندترین قله در یوتنهایم واقع است، اما غول‌ها مسیر آن را مسدود کرده‌اند. میمیر که راه میانبر دیگری بلد است، از کریتوس می‌خواهد تا سر او را ببرد و سپس سرش را نزد ساحره جنگل ببرد تا او را احیا کند، ساحره ای که میمیر بعد از احیایش برملا می‌کند که الهه فریا است. نفرت دیرینه کریتوس از خدایان باعث می‌شود تا بلافاصله به فریا بی‌اعتماد شود، اما فریا و میمیر به او هشدار می‌دهند که باید به آترئوس در مورد ماهیت واقعی خود بگوید.
کریتوس و آتریوس و میمیر در راهشان توسط مگنی، مودی مورد حمله قرار می‌گیرند. بعد از این که کریتوس مگنی را می‌کشد، مودی فرار می‌کند اما کمی بعد به آن‌ها حمله غافلگیرانه می‌کند. کریتوس دوباره او را فراری می‌دهد اما آتریوس به خاطر تناقض ایجاد شده یک خدا که خود را انسان می‌بیند، از حال می‌رود و بیمار می‌شود. فریا به کریتوس می‌گوید که راه نجات آترئوس رفتن به هلهایم و بیرون کشیدن قلب یک غول معین است، اما تبر یخی کریتوس در آن جا بی فایده است. کریتوس به خانه بازمی‌گردد تا سلاح‌های قدیمیش یعنی شمشیرهای آتشین آشوب را بازیابی کند و در جریان این کار توسط روح آتنا مورد آزار روحی قرار می‌گیرد. همچنین بعد از به دست آوردن قلب، کریتوس در هلهایم توهمی ترسناک از زئوس می‌بیند. فریا آترئوس را احیا می‌کند و بعد از این که کریتوس به او می‌گوید که هر دوی آن‌ها خدا هستند، آترئوس شدیداً مغرور می‌شود و برخلاف دستور کریتوس، مودی زخمی را که به خاطر ناکامی در گرفتن انتقام برادرش توسط ثور مورد ضرب و شتم قرار گرفته بود، به قتل می‌رساند. در قله میدگارد، کریتوس و آترئوس توسط بالدر غافلگیر می‌شوند و در جریان این درگیری، دروازه یوتنهایم نابود می‌شود. مبارزه آن‌ها به معبد تير کشیده می‌شود و در نهایت در هلهایم گیر می افتند. کریتوس آترئوس را به خاطر رفتار اخیرش سرزنش می‌کند و باعث می‌شود او سر عقل بی آید. در هلهایم، این دو از رابطه مادر و پسری فریا و بالدر و همچنین طلسم آسیب‌ناپذیری که فریا از بچگی روی بالدر قرار داده بود مطلع می‌شوند. بعد از بازگشت به میدگارد، میمیر راه دیگری برای رفتن به یوتنهایم پیدا می‌کند اما اول به چشم گم شده اش نیاز دارد. بعد از پیدا کردن چشم او، آن‌ها توسط بالدر مورد حمله قرار می‌گیرند اما فریا برای محافظت از پسرش در مبارزه آن‌ها دخالت می‌کند. تیر از جنس دارواش آترئوس در دست بالدر فرو می‌رود که باعث شکستن طلسم فریا می‌شود. بالدر بالاخره توسط کریتوس و آترئوس شکست می‌خورد اما سعی می‌کند برای انتقام فریا را خفه کند اما کریتوس مانع می‌شود و او را می‌کشد. فریا که پر از خشم و غم است قسم می‌خورد که از کریتوس انتقام بگیرد. کریتوس در مورد گذشته اش و کشتن پدرش به آترئوس می‌گوید. آترئوس از خشونت خدایان تاسف می‌خورد ولی کریتوس به او می‌گوید که آن‌ها نباید اشتباهات اجداد خود را تکرار کنند. فریا در سکوت با جسد بالدر آن‌ها را ترک می‌کند.
کریتوس و آترئوس بالاخره یوتنهایم را پیدا می‌کنند و در آنجا یک معبد متروکه با نقاشی‌های دیواری که ماجراجویی‌های خودشان را به تصویر می‌کشد مواجه می‌شوند، زیرا غول‌ها که به هنر پیشگویی خود مشهور بودند ماجراجویی آن‌ها را پیشگویی کرده بودند. آن‌ها همچنین کشف می‌کنند که فِی غولی بود که تصمیم گرفت در میدگارد بماند و این بدان معناست که آترئوس نیمه غول، یک چهارم خدا و یک چهارم انسان است. جنگ آن‌ها با بالدر نیز روی دیوار حکاکی شده‌است و فاش می‌شود که بالدر در واقع در تمام این مدت بی اطلاع از مرگ فی، به دستور اودین به دنبال فی بوده‌است. همچنین آترئوس توسط مادرش و غول‌ها با نام لوکی شناخته می‌شده‌است. کریتوس تصمیم می‌گیرد که نقاشی دیواری که او را در حال مرگ در دستان آترئوس نشان می‌دهد را نادیده بگیرد. آن‌ها به قول خود عمل می‌کنند و خاکسترهای فی را در قله یوتنهایم پخش می‌کنند. در راه برگشت به میدگارد، کریتوس برای آترئوس تعریف می‌کند که اسم او (آترئوس) برگرفته از یک سرباز اسپارتی دلسوز و جانباخته در نبرد است. بعد از بازگشت به میدگارد و بازیابی میمیر، او به آن‌ها هشدار می‌دهد که مرگ بالدر باعث شده که واقعه سه ساله فیمبول‌وینتر صد سال زودتر از موعد پیشگویی شده رخ بدهد و در نتیجه رگناروک به زودی رخ خواهد داد. در پایان مخفی، کریتوس و آترئوس و میمیر به خانه بر می‌گردند و استراحت می‌کنند. آترئوس در خواب، ثور را می‌بیند که در پایان فیمبول‌وینتر به خانه آن‌ها آمده تا با آن‌ها مواجه شود.

## بازتاب‌ها
| گردآورنده | امتیاز |
| --------- | ------ |
| متاکریتیک | ۹۴/۱۰۰ |

| ناشر                    | امتیاز  |
| ----------------------- | ------- |
| دستراکتید               | ۱۰/۱۰   |
| الکترونیک گیمینگ مانثلی | ۹٫۵/۱۰  |
| گیم اینفورمر            | ۹٫۷۵/۱۰ |
| گیم رولیشن              | [ ۲۶ ]  |
| گیم‌اسپات                | ۹/۱۰    |
| گیمز ریدار+             | [ ۲۸ ]  |
| جاینت بامب              | [ ۲۹ ]  |
| آی‌جی‌ان                  | ۱۰/۱۰   |
| پولیگان                 | ۱۰/۱۰   |
| گاردین                  | [ ۳۲ ]  |
| USgamer                 | [ ۳۳ ]  |
| دیلی تلگراف             | [ ۳۴ ]  |

بر طبق وبگاه متاکریتیک، خدای جنگ مورد تقدیر همگانی قرار گرفت و با استقبال بسیار خوب منتقدان مواجه شد و در کنار نسخه اصلی خدای جنگ بالاترین امتیاز را در این فرنچایز دارا می‌باشد. این بازی دارای رتبه سوم در بین تمام بازی‌های کنسول پلی‌استیشن ۴ را دارا می‌باشد و همچنین عنوان بالاترین امتیاز یک بازی در سال ۲۰۱۸ برای این کنسول را به ارمغان آورد. خدای جنگ به ویژه در زمینه سیستم مبارزات، گرافیک، موسیقی، طراحی دنیای بازی، استفاده از اساطیر اسکاندیناوی، داستان، شخصیت پردازی و احساسات سینمایی مورد ستایش قرار گرفت.

### انتخاب شدن به عنوان بهترین بازی سال ۲۰۱۸
در مراسم جوایز بازی ۲۰۱۸ این بازی به عنوان برترین بازی سال ۲۰۱۸ انتخاب شد. همچنین این بازی در زمینه فروش عملکرد فوق‌العاده داشت و توانست در مدت زمان ۳ روز پس از عرضه موفق به فروش خیره کننده ۳٫۱ میلیون نسخه ای گردد و همچنین این بازی توانسته‌است تاکنون بیش از ۱۲ میلیون نسخه به فروش برساند.

## دنباله
دنباله‌ای از این بازی با نام خدای جنگ: رگناروک ساخته شده‌است. در ابتدا اعلام شد که در سال ۲۰۲۱ برای پلی استیشن ۵ منتشر خواهد شد.با این حال، در ژوئن ۲۰۲۱، بازی تا سال ۲۰۲۲ به تعویق افتاد و همچنین تأیید شد که هم برای پلی‌استیشن ۴ و هم برای پلی‌استیشن ۵ منتشر می‌شود.